# Кавенчинек (Люблінське воєводство)
Кавенчинек (пол. Kawęczynek) — село в Польщі, у гміні Щебрешин Замойського повіту Люблінського воєводства.
Населення — 86 осіб (2011).
У 1975-1998 роках село належало до Замойського воєводства.

## Демографія
Демографічна структура станом на 31 березня 2011 року:
|          | Загалом | Допрацездатний вік | Працездатний вік | Постпрацездатний вік |
| -------- | ------- | ------------------ | ---------------- | -------------------- |
| Чоловіки | 40      | 5                  | 25               | 10                   |
| Жінки    | 46      | 6                  | 23               | 17                   |
| Разом    | 86      | 11                 | 48               | 27                   |